# Michael F. Flynn
Michael Francis Flynn, auch Mike Flynn und Rowland Shew, (* 20. Dezember 1947 in Easton, Pennsylvania; † 30. September 2023) war ein US-amerikanischer Science-Fiction-Autor.

## Werk
Flynn, geboren 1947 in Easton, trat erstmals 1984 als Autor kurzer Erzählungen im US-Magazin Analog in Erscheinung. In den folgenden Jahren profilierte er sich vor allem als Autor von Hard-SF, also Science-Fiction mit einem realen wissenschaftlichen Hintergrund. Sein erster Roman In the Country of the Blind aus dem Jahr 1990 wurde 1991 in der Kategorie First Novel mit dem Locus Award ausgezeichnet und erhielt den Compton Crook Award als bester Debütroman. Der Roman befasst sich mit einer alternativen Realität, in der Charles Babbages Differenzmaschine funktionierte und weiterentwickelt werden konnte. Eine deutsche Ausgabe dieses Romans existiert nicht, jedoch wurde die fortsetzende Kurzgeschichte A Rose By Other Name als Ein anderes Wort für Rose übersetzt. In der Folge erschienen seine Romane Gefallene Engel, eine Kooperation mir Larry Niven und Jerry Pournelle, sowie Fluss der Sterne, die Geschichte eines Sternenseglers. Bemerkenswert ist, dass sein Roman Eifelheim (2006) die Landung insektoider Außerirdischer in einer mittelalterlichen deutschen Stadt schildert. Das Buch war 2007 für den Hugo Award nominiert. Es basiert auf einer zuvor erschienenen Erzählung, die auch in deutscher Übersetzung vorliegt.
Er verstarb am 30. September 2023.

## Romane auf Deutsch
- Michael F. Flynn, Jerry Pournelle, Larry Niven: Gefallene Engel. Heyne, München 1998, ISBN 3-453-13317-X.
- Michael F. Flynn: Der Fluss der Sterne. Heyne, München 2008, ISBN 978-3-453-52367-8.

## Hörspiele auf Deutsch
- Eifelheim, Produktion 1991 des SDR, Bearbeitung: Hermann Motschach, Regie: Andreas Weber-Schäfer, 58 Minuten

## Auszeichnungen (Auswahl)
- 1991 und 1992: Prometheus Award
- 2003: erster Preisträger des Robert A. Heinlein Awards